# Ingemar Dahlstrand
Ingemar Dahlstrand, född 30 januari 1932 i Tokyo, Japan, är svensk datalog och datapionjär som bland annat ledde utvecklingen av en av de första svenska Algol-kompilatorerna. Hans föräldrar var direktör Karl-Åke Dahlstrand och Karin Johansson.
Han studerade matematik, fysik och mekanik vid Uppsala universitet där han tog  filosofisk ämbetsexamen 1955. Dahlstrand arbetade sedan först med Börje Langefors vid Saabs beräkningskontor i Linköping 1955–1957 där han utvecklade datorprogram för finita elementmetoden som kördes i Stockholm på datorn BESK.
Därefter flyttade han till ADB-Institutet vid Chalmers i Göteborg där han var 1957–1959. Dahlstrand utförde pionjärinsatser inom dataområdet när han som representant för Chalmers deltog i kommittén för Algol 60, och sedan ledde framtagandet av den första kommersiella svenska kompilatorn för Algol för den tidiga datorn Facit EDB vid Facit Electronics AB (Facit AB) i Göteborg 1959–1964.
År 1963 blev han styrelseledamot i Svenska Samfundet för Informationsbehandling (SSI) vilket senare blev Dataföreningen i Sverige.
Därefter blev han först systemchef vid Industridata AB i Göteborg 1964–1966 och sedan distriktschef där 1966–1968.
Dahlstrand flyttade till Lund där han var driftchef för Lunds datacentral för forskning och högre utbildning 1968–1979. Denna datacentral inlemmades efterhand i Lunds universitet. Efter att Dahlstrand slutat som driftchef arbetade han kvar som programmerare 1980–1985. Därefter var han adjunkt vid institutionen för datalogi och numerisk analys vid Lunds universitet 1985–1997 fram till sin pensionering.
Efter Algol-kompilatorn fortsatte Ingemar Dahlstrand att engagera sig i standardisering kring programspråk för databehandling, främst olika versioner av Fortran.